# Antonio Soldevilla
Antonio Soldevilla (L'Hospitalet de Llobregat, 19. prosinca 1978.) bivši je španjolski nogometaš.
Od 1996. do 2005. nastupao je za klub RCD Espanyol.